# Ходел, Дональд Пол
Дональд Пол Ходл (англ. Donald Paul Hodel; род. 23 марта 1935 года) — американский политик; министр внутренних дел США (в период 8 февраля 1985 года — 3 января 1989 года), министр энергетики США (в период 5 ноября 1982 года — 7 февраля 1985 года).